# 淑惠翁主 (朝鮮成宗)
淑惠翁主（1486年—1525年），姓李，名碧環，朝鮮王朝第九代君主成宗李娎的庶七女，生母為淑容沈氏。

## 生平
又名「肅惠翁主」，燕山君年間下嫁趙無彊，生子趙連孫。淑惠翁主於中宗二十年過世，享年四十歲。
趙連孫無後，過繼遠房侄子趙擥為嗣，趙擥的曾孫女成為仁祖的繼妃，即莊烈王后。

## 家族
- 祖父：朝鮮德宗李暲（懿敬世子）
- 外祖父：沈末同
  - 父：朝鮮成宗李娎（1457年－1494年）
  - 嫡母：恭惠王后韓氏
  - 嫡母：貞顯王后尹氏
    - 異母弟：朝鮮中宗李懌

  - 母：淑容沈氏（1465年－1515年）
    - 姊：慶順翁主李玉環（1482年－？）
    - 弟：利城君李慣（1489年－1552年）
    - 弟：寧山君李恮（1490年－1538年）
    - 夫：漢川尉趙無彊（1488年－1541年）[3]，本貫為楊州，趙光世之子。
      - 子：趙連孫（1516年－？）
        - 孫：趙擥

## 附註
1. ↑  《璿源錄》紀載生於丙午年，名「碧環」。
2. ↑  《璿源錄》紀載生於丙子年。
3. ↑  《列聖王妃世譜》五代祖 無彊 漢川尉 弘治戊申生 嘉靖辛丑卒 享年五十四 墓在羣場里